# Xã River, Quận Grant, Arkansas
Xã River (tiếng Anh: River Township) là một xã thuộc quận Grant, tiểu bang Arkansas, Hoa Kỳ. Năm 2010, dân số của xã này là 1.223 người.